# Le Pont de l'Europe (Caillebotte)
Le Pont de l'Europe is een olieverfschilderij uit 1876 van Gustave Caillebotte, dat samen met Rue de Paris, temps de pluie tot zijn meesterwerken wordt gerekend. Op de derde tentoonstelling van de impressionisten (1877) bij Durand-Ruel werd het voor de eerste keer geëxposeerd. Momenteel bevindt het werk zich in de collectie van het Musée du Petit Palais in Genève.

## Voorstelling
Op het schilderij is de Pont de l'Europe afgebeeld, een groot kruispunt van zes straten dat zich in zijn geheel boven het spoorwegemplacement van het Gare Saint-Lazare bevindt. Dit plein was een van de stedenbouwkundige hoogtepunten in de nieuwe wijk die door Hausmann in dit gebied was aangelegd. Hier is de Rue de Vienne te zien en in het verlengde daarvan de Rue Saint-Pétersbourg, waar Manet zijn atelier had. Caillebotte woonde zelf enige straten verderop in deze wijk.
Door de aanleg van brede trottoirs werd het voor de gegoede klasse mogelijk door de straten van Parijs te flaneren. Zo laat de man links op de voorgrond, een zelfportret van Caillebotte, zijn hond uit. Hij kijkt daarbij om naar een goed geklede dame die naar het zich laat aanzien alleen op straat loopt. Aan de rechterkant van het trottoir loopt een arbeider. In het moderne Parijs konden vluchtige contacten tussen mensen uit verschillende sociale klassen regelmatig voorkomen. Deze driehoek van personen in combinatie met het industriële thema van brug en spoor maakt Le Pont de l'Europe tot een uitgesproken modern schilderij.
Aangezien het in de tijd van het ontstaan van het schilderij hoogst ongebruikelijk was dat een dame alleen op straat liep, gaat het hier waarschijnlijk om een prostituee. Sommige kenners wijzen echter op de gelijkenis van de vrouw met Anne-Marie Hagen, de levensgezellin van de schilder. Hoewel zijn familie hun relatie afkeurde, leefden zij in stilte toch geruime tijd samen en is zij regelmatig in Caillebottes werk terug te vinden.
De X speelt een belangrijke rol in dit schilderij. Het duidelijkst komt deze vorm naar voren in het ijzerwerk van de brug, maar het gehele werk is vormgegeven als een scheve X met als poten de trottoirrand en de bovenkant van de schaduw van de brug. Het middelpunt bevindt zich in het hoofd van de wandelaar. Het wat vreemde, uitgerekte perspectief dat Caillebotte hier hanteert, wijst op zijn interesse in de fotografie. Het effect dat hij hier bereikt, lijkt op dat van een groothoeklens.

## Afbeeldingen

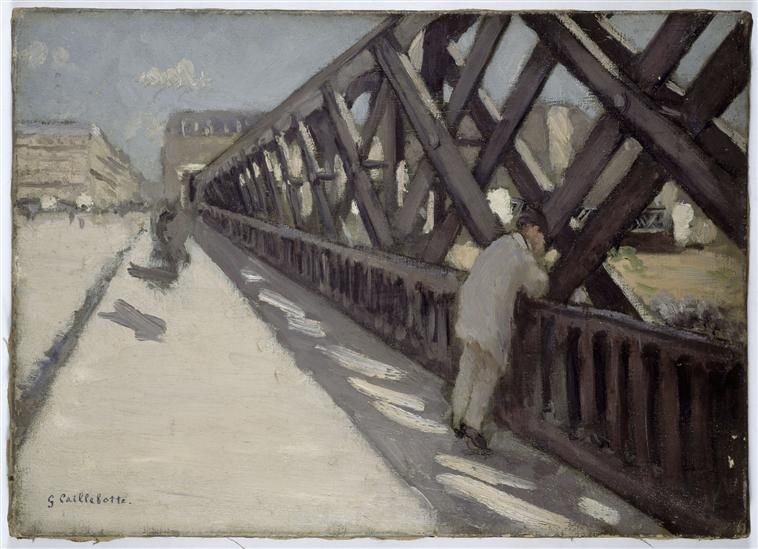
olieverfschets Musée des beaux-arts de Rennes
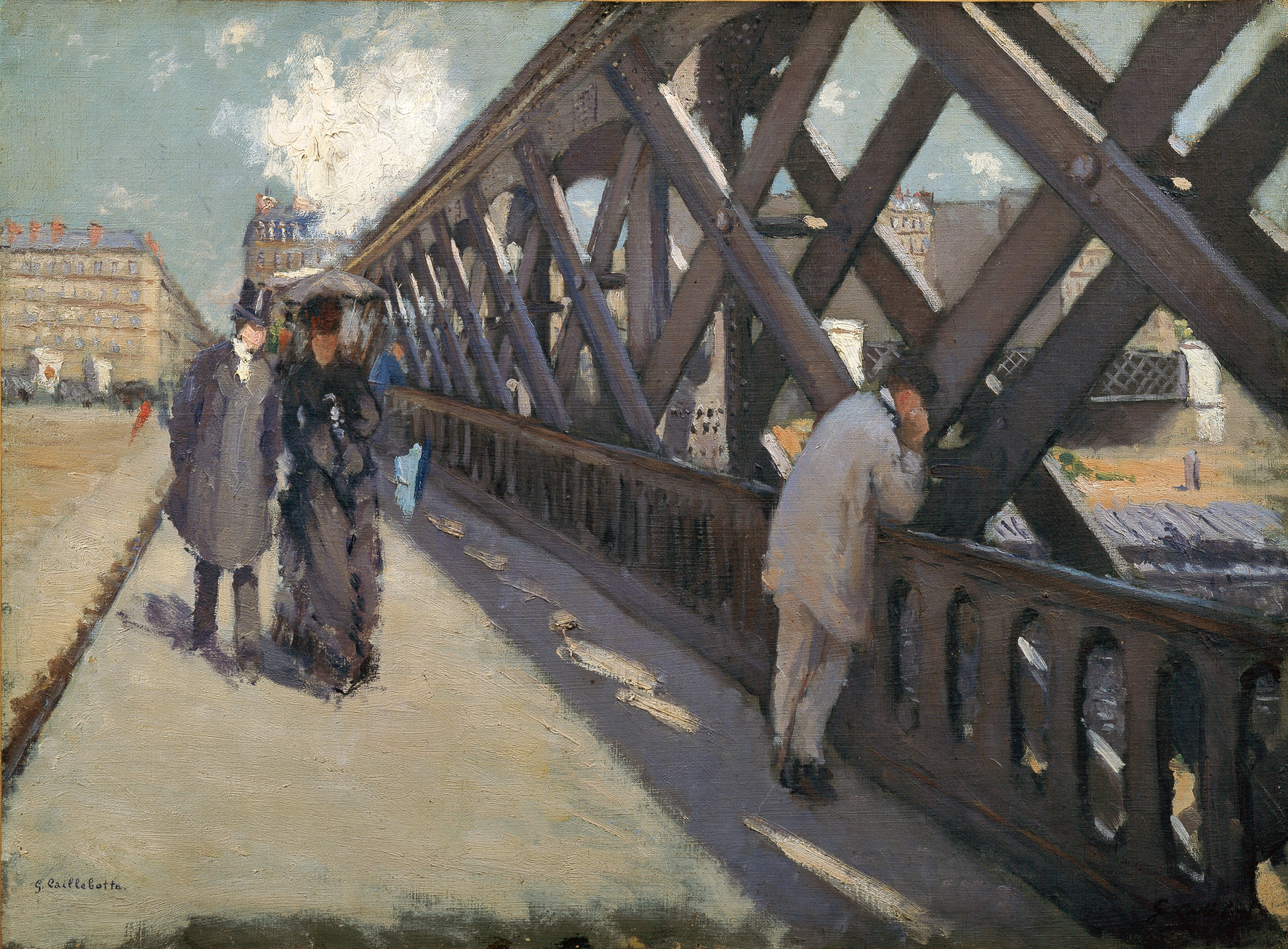
olieverfschets, privécollectie
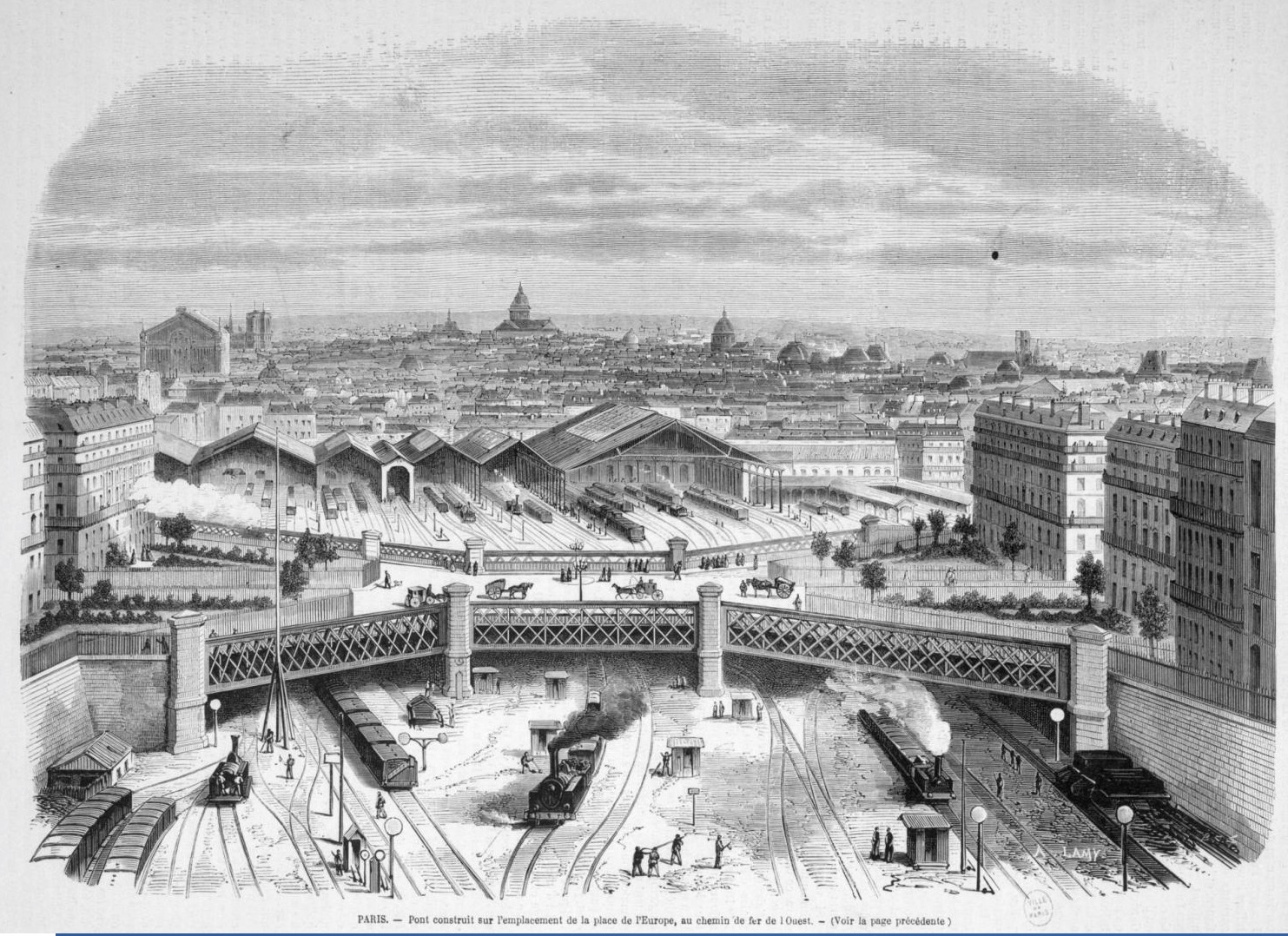
illustratie van de Pont de l'Europe uit 1868

L'Yerres, pluie (1875) · Jeune homme à la fenêtre (1875) · Les raboteurs de parquet (1875) · Le Pont de l'Europe (1876) · Rue de Paris, temps de pluie (1877) · Baigneur s'apprêtant à plonger (1878) · Les Orangers (1878) · Vue de toits (effet de neige) (1878-79) · Henri Cordier (1883) · Voiliers à Argenteuil (1888)